# Грибали (Островский район)
Грибали — деревня в Бережанской волости Островского района Псковской области.
Расположена в 3 км к западу от центра города Остров.
Численность населения деревни по состоянию на 2000 год составляла 13 жителей.